# فيكتور ديلماس
فيكتور ديلماس (بالفرنسية: Victor Delmas) هو لاعب اتحاد الرغبي فرنسي، ولد في 31 مايو 1991 في فرنسا.

## روابط خارجية
- فيكتور ديلماس على موقع دوري الرغبي الممتاز (الإنجليزية)
- فيكتور ديلماس عل موقع إسبنسكروم (الإنجليزية)
- فيكتور ديلماس على موقع ItsRugby.co.uk (الإنجليزية)